# Chalāla
Chalāla är en ort i Indien.   Den ligger i distriktet Amreli och delstaten Gujarat, i den västra delen av landet, 1 000 km sydväst om huvudstaden New Delhi. Chalāla ligger 139 meter över havet och antalet invånare är 17 081.
Terrängen runt Chalāla är platt. Runt Chalāla är det ganska tätbefolkat, med 207 invånare per kvadratkilometer. Närmaste större samhälle är Kundla, 16,4 km sydost om Chalāla. Trakten runt Chalāla består till största delen av jordbruksmark.